# Plongeon aux Jeux olympiques d'été de 1960
Navigation
Melbourne 1956 Tokyo 1964
Aux Jeux olympiques d'été de 1960, quatre compétitions de plongeon furent organisées dans le Stadio del Nuoto (stade de natation) de Rome du 26 août au 2 septembre. 74 plongeurs venus de 24 pays se disputèrent les 12 médailles mises en jeu.

## Tableau des médailles pour le plongeon
| Place | Nation                     | Médaille d'or | Médaille d'argent | Médaille de bronze | Total |
| ----- | -------------------------- | ------------- | ----------------- | ------------------ | ----- |
| 1     | États-Unis                 | 2             | 4                 | 0                  | 6     |
| 2     | Équipe unifiée d'Allemagne | 2             | 0                 | 0                  | 2     |
| 3     | Royaume-Uni                | 0             | 0                 | 2                  | 2     |
| 4     | Mexique                    | 0             | 0                 | 1                  | 1     |
| -     | Union soviétique           | 0             | 0                 | 1                  | 1     |

## Participants par nations
| - Australie (4) - Autriche (2) - Brésil (1) - Canada (2) - Colombie (1) - Corée du Sud (1) | - Danemark (2) - Égypte (3) - Équipe unifiée d'Allemagne (7) - États-Unis (6) - Finlande (1) - France (4) | - Hongrie (2) - Italie (5) - Japon (5) - Mexique (4) - Pays-Bas (2) - Pologne (1) | - Rhodésie du Sud (1) - Royaume-Uni (7) - Suède (4) - Suisse (1) - Tchécoslovaquie (1) - Union soviétique (7) |

## Résultats

### Tremplin3 mètres
| Rang               | Pays       | Plongeur            | Points |
| ------------------ | ---------- | ------------------- | ------ |
| Médaille d'or      | États-Unis | Gary Tobian         | 170,00 |
| Médaille d'argent  | États-Unis | Samuel Hall         | 167,08 |
| Médaille de bronze | Mexique    | Juan Botella Medina | 162,30 |
| 4                  | Mexique    | Alvaro Gaxiola      | 150,42 |
| 5                  | Canada     | Ernest Meissner     | 144,07 |
| 6                  | Italie     | Lamberto Mari       | 143,97 |
| 7                  | Japon      | Toshio Yamano       | 140,46 |
| 8                  | EUA        | Hans-Dieter Pophal  | 133,95 |

| Rang               | Pays             | Pongeuse         | Points |
| ------------------ | ---------------- | ---------------- | ------ |
| Médaille d'or      | EUA              | Ingrid Krämer    | 155,81 |
| Médaille d'argent  | États-Unis       | Paula Myers-Pope | 141,24 |
| Médaille de bronze | Royaume-Uni      | Elizabeth Ferris | 139,09 |
| 4                  | États-Unis       | Mary Willard     | 137,82 |
| 5                  | Union soviétique | Ninel Krutova    | 136,11 |
| 6                  | Canada           | Irene MacDonald  | 134,69 |
| 7                  | Royaume-Uni      | Phyllis Long     | 129,63 |
| 8                  | Pays-Bas         | Dorothea du Pon  | 123,35 |

### Plateforme10 mètres
| Rang               | Pays             | Plongeur         | Points |
| ------------------ | ---------------- | ---------------- | ------ |
| Médaille d'or      | États-Unis       | Robert Webster   | 165,56 |
| Médaille d'argent  | États-Unis       | Gary Tobian      | 165,25 |
| Médaille de bronze | Royaume-Uni      | Brian Phelps     | 157,13 |
| 4                  | Mexique          | Roberto Madrigal | 152,86 |
| 5                  | EUA              | Rolf Sperling    | 151,83 |
| 6                  | Union soviétique | Gennady Galkin   | 141,69 |
| 7                  | EUA              | Fritz Enskat     | 138,86 |
| 8                  | Union soviétique | Anatoly Sysoyev  | 135,59 |

| Rang               | Pays             | Pongeuse                     | Points |
| ------------------ | ---------------- | ---------------------------- | ------ |
| Médaille d'or      | EUA              | Ingrid Krämer                | 91,28  |
| Médaille d'argent  | États-Unis       | Paula Myers-Pope             | 89,94  |
| Médaille de bronze | Union soviétique | Ninel Krutova                | 86,99  |
| 4                  | États-Unis       | Juno Stover-Irwin            | 83,59  |
| 5                  | Union soviétique | Raisa Gorokhovskaya          | 83,03  |
| 6                  | Royaume-Uni      | Norma Thomas                 | 82,21  |
| 7                  | France           | Nicole Péllissard-Darrigrand | 81,18  |
| 8                  | Royaume-Uni      | Phyllis Long                 | 80,98  |

## Source
- (en) The Official Report of the Organizing Committee for the Games of the XVII Olympiad, Rome 1960, Volume II, [PDF] (31,34 MB)